# 日本国憲法第36条
日本国憲法 第36条（にほんこく〈にっぽんこく〉けんぽうだい36じょう）は、日本国憲法の第3章にある条文で、公務員による拷問、残虐刑の禁止について規定している。

## 条文
日本国憲法、e-Gov法令検索。

第三十六条公務員による拷問及び残虐な刑罰は、絶対にこれを禁ずる。

## 解説
当該条文においては公務員による拷問のみを禁じているが、民間人による拷問が認められるわけではない（民間人による拷問は刑法に基づき処罰される）。
日本国憲法において「絶対に」という文言が用いられている唯一の規定であり、解釈や名目の如何を問わず、いかなる拷問も禁止するという明確で強い理念が込められた規定である（ただし、日本国憲法には改正を不可とする「堅固に保護された条項」は存在しないため、理論上は改正も可能である）。
大日本帝国憲法に同様の規定はない。同憲法下でも形式的には拷問や残虐刑は認められていなかったが、実際には小林多喜二のように拷問によって死に至らしめた事例も現実にあった。特に特別高等警察による拷問、自白強要をふまえ、その反省のもとに明文化されたものである。
日本における死刑（特に現行の絞首刑）については、それが残虐刑に当たるものかどうか意見が分かれている。判例としては、1948年（昭和23年）、最高裁判所が「絞首刑は残虐刑に該当しない」と判断している（死刑合憲判決）。

## 沿革

### 大日本帝国憲法
なし

### GHQ草案
「GHQ草案」、国立国会図書館「日本国憲法の誕生」。

#### 日本語
第三十四条公務員ニ依ル拷問ハ絶対ニ之ヲ禁ス
第三十五条過大ナル保釈金ヲ要求スべカラス又残虐若ハ異常ナル刑罰ヲ科スべカラス

#### 英語
Article XXXIV.The infliction of torture by any public officer is absolutely forbidden.
Article XXXV.Excessive bail shall not be required, nor cruel or unusual punishments inflicted.

### 憲法改正草案要綱
「憲法改正草案要綱」、国立国会図書館「日本国憲法の誕生」。

第三十二公務員ニ依ル拷問及残虐ナル刑罰ハ絶対ニ之ヲ禁ズベキコト

### 憲法改正草案
「憲法改正草案」、国立国会図書館「日本国憲法の誕生」。

第三十三条公務員による拷問及び残虐な刑罰は、絶対にこれを禁ずる。

## 関連訴訟・判例
- 死刑はまさに究極の刑罰であり、また冷厳ではあるが、刑罰としての死刑そのものが直ちに同条における、いわゆる残虐な刑罰に該当するとは考えられない。ただ、死刑といえども他の刑罰の場合におけるのと同様に、その執行の方法などがその時代と環境とにおいて、人道上の見地から一般に残虐性を有するものと認められる場合には、もちろん残虐な刑罰といわねばならぬから、将来、もし死刑について火あぶり、はりつけ、さらし首、釜ゆでの如き残虐な執行方法を定める法律が制定されたとするならば、その法律こそまさに日本国憲法第36条に違反するものというべきである（最高裁大法廷判決昭和23年3月12日）[1]。

## 関連条文
- 日本国憲法第31条（罪刑法定主義）
- 日本国憲法第38条（不利益な供述の強要禁止、自白の証拠能力）